# Wiktor Daraszkiewicz
Wiktor Bogdan Daraszkiewicz (ur. 21 lipca 1957 w Łodzi) – polski gitarzysta i kompozytor.

## Życiorys
W 1981 współzałożył z Andrzejem Adamiakiem zespół Kleszcz, przekształcony w 1982 w grupę Rezerwat. Dla Rezerwatu skomponował takie utwory jak: „Histeria”, „Nie pragnę kwiatów”, „Nowy świetny plan”, „Och lala”, „Szare gitary”, „To tylko mój pogrzeb”. Wziął udział w nagraniu dwóch pierwszych albumów zespołu – Rezerwat i Serce, a także w sesji nagraniowej dla Radia Merkury, podczas której grupa zarejestrowała materiał na niewydaną dotąd płytę. Z zespołem grał do momentu zawieszenia przez nią działalności w 1988. Następnie, w 1997 nagrał solową płytę instrumentalną jako Wiktor Daraszkiewicz & Company pt. Z drugiej strony. W latach 1998–2003 ponownie był związany z Rezerwatem. W 2008 został członkiem grupy Proletaryat, z którą gra do dzisiaj. W drugiej połowie października 2020, po śmierci Andrzeja Adamiaka zapowiedział powrót zespołu Rezerwat w „oryginalnym składzie”, lecz finalnie reaktywował go z nowymi muzykami i wokalistą Zbigniewem Bieniakiem, który współpracował z zespołem w latach 2000–2003. W 2022 grupa wydała album pt. 40 zawierający stare przeboje grupy we współczesnych wykonach.
Prócz wymienionych zespołów, Daraszkiewicz występował również z grupami Mrowisko (której był założycielem) i The Bootles.